# Юхари Абдуррахманли
Юхари Абдуррахманли (дослівно — Верхній Абдуррахманли) — село в Фюзулінському районі Азербайджану. Довгий час перебувало під окупацією Вірменії та невизнаної Республіки Арцах. 27 вересня 2020 року внаслідок зіткнень було визволено збройними силами Азербайджану.
Також внаслідок цієї операції було звільнено і Ашаги Абдуррахманли (Нижній Абдуррахманли).

## Видатні уродженці
- Рауф Алієв — футболіст збірної Азербайджану.